# Cover Up
Cover Up ist ein US-amerikanischer Actionthriller aus dem Jahr 1991 mit dem Schweden Dolph Lundgren in der Hauptrolle des Journalisten Mike Anderson.

## Handlung
Nach einem Terroranschlag auf eine US-Marinebasis in Israel wird der Journalist Mike Anderson von seiner Zeitung dorthin entsandt, um über den Anschlag zu berichten. Der Angriff auf den Militärstützpunkt wird einer neuen Terrorgruppe, die sich "Schwarzer Oktober" nennt, zugeschrieben. In der amerikanischen Botschaft trifft Anderson auf einige alte Freunde vom Militär, die ihn bei seinen Nachforschungen jedoch nicht helfen und offensichtlich auch etwas verbergen wollen. Als sein langjähriger Freund, der Colonel Jeff Cooper, ihm nähere Informationen zukommen lassen will, fällt er einem Autobombenanschlag zum Opfer. Nun merkt Anderson, dass es um deutlich mehr geht als nur um einen Terroranschlag und dass auch sein Leben in Gefahr sein könnte, wenn er weiter unangenehme Fragen stellt. Er kommt nach und nach einem Komplott auf die Spur. Bei dem Angriff auf den Marinestützpunkt ist ein gefährliches Giftgas gestohlen worden. Anderson verdächtigt seinen alten Rivalen, den CIA-Chef Lou Jackson, mit den Ereignissen in Verbindung zu stehen. In Wahrheit sind jedoch Cooper, der seinen Gewalttod nur inszenierte, und seine Frau Susan, die ihrerseits Anderson mit gefälschten Informationen versorgte, die Schuldigen. Die beiden planen einen gewaltigen Terroranschlag an einem kirchlichen Feiertag, bei dem tausende Pilger in den Straßen unterwegs sind. In buchstäblich letzter Sekunde kann Mike Anderson eine Katastrophe verhindern.

## Kritik
„Ein mit brutalen Morden angereicherter Thriller, dessen politische Brisanz verpufft, weil die Regie sich ganz auf den einzelkämpferischen Helden konzentriert.“